# Slovenské elektrárne
Die Slovenské elektrárne a.s. ist ein slowakisches Energieversorgungsunternehmen mit Sitz in Bratislava.
Die Anteile an Slovenské elektrárne gehören der Slowakischen Republik mit einem Anteil von 34 % und der Slovak Power Holding BV (SPH) mit einem Anteil von 66 %. SPH gehört je zur Hälfte der Energetický a Průmyslový Holding und Enel.
In je zwei Kern-, Kohle- und Solarkraftwerken und 31 Wasserkraftwerken werden 70 % des slowakischen Stroms erzeugt. 2020 erzeugte Slovenské elektrárne 18.773 GWh Elektroenergie. Durch den hohen Anteil an Kernkraft wurden 95 % davon ohne CO2-Ausstoß erzeugt. Die installierte Leistung liegt bei 4 GWe.